# Melides
Melides é uma povoação portuguesa sede da Freguesia de Melides do Município de Grândola, freguesia com 155,16 km² de área e 1459 habitantes (censo de 2021), tendo, por isso, uma densidade populacional de 9,4 hab./km².
Por decreto de 22/12/1870 passou a pertencer ao concelho (atual município) de Santiago do Cacém. Por decreto de 26/09/1895 passou novamente a pertencer ao atual concelho (município). Com lugares desanexados desta freguesia foi criada, pela Lei n.º 29/88,  de 1 de fevereiro, a freguesia de Carvalhal.

## Demografia
Nota: De 1870 a 1895 pertenceu ao concelho de Santiago do Cacém, onde figura nos censos de 1878 a 1890. Com lugares desanexados desta freguesia foi criada em 1988 a freguesia de Carvalhal.
A população registada nos censos foi:
| Distribuição da População por Grupos Etários | Distribuição da População por Grupos Etários | Distribuição da População por Grupos Etários | Distribuição da População por Grupos Etários | Distribuição da População por Grupos Etários |
| -------------------------------------------- | -------------------------------------------- | -------------------------------------------- | -------------------------------------------- | -------------------------------------------- |
| Ano                                          | 0-14 Anos                                    | 15-24 Anos                                   | 25-64 Anos                                   | > 65 Anos                                    |
| 2001                                         | 177                                          | 211                                          | 907                                          | 494                                          |
| 2011                                         | 163                                          | 116                                          | 829                                          | 550                                          |
| 2021                                         | 137                                          | 108                                          | 681                                          | 533                                          |

## Património
- Necrópole de cistas das Casas Velhas[5]
- Dólmen da Pedra Branca[6]
- Igreja de S.Pedro (Melides)
- Ruínas Romanas
- Núcleo Museológico da Olaria de Melides